# Gyrostipula comorensis
Gyrostipula comorensis là một loài thực vật có hoa trong họ Thiến thảo. Loài này được J.-F.Leroy mô tả khoa học đầu tiên năm 1974.